# Miss Sloane
Miss Sloane (bra: Armas na Mesa; prt: Miss Sloane - Uma Mulher de Armas) é um filme de drama de suspense político franco-estadunidense de 2016 dirigido por John Madden e escrito por Jonathan Perera. A obra, que retrata a esfera política de Washington D.C., é protagonizada por Jessica Chastain, Mark Strong, Gugu Mbatha-Raw, Michael Stuhlbarg, Alison Pill, Jake Lacy, John Lithgow e Sam Waterston e estreou nos Estados Unidos em 25 de novembro de 2016.
O filme segue Elizabeth Sloane, uma feroz lobista, que luta na tentativa de aprovar uma legislação de controle de armas. No entanto, ela fica desamparada quando a parte adversária se aprofunda em sua vida pessoal.
O filme teve sua estreia mundial em 11 de novembro de 2016, no AFI Fest, e teve um lançamento limitado nos cinemas nos Estados Unidos em 25 de novembro de 2016, pela EuropaCorp, antes de se expandir amplamente em 9 de dezembro de 2016. Foi lançado na França em 8 de março de 2017. Recebeu críticas geralmente positivas, com o desempenho de Chastain sendo particularmente elogiado. Apesar disso, foi uma decepção de bilheteria, arrecadando apenas US$9 milhões contra seu orçamento de US$13–18 milhões.

## Enredo
Elizabeth Sloane é uma lobista implacável que foi chamada para comparecer a uma audiência no Congresso conduzida pelo senador Ronald Sperling para responder a perguntas sobre possíveis violações das regras de ética do Senado durante seu mandato na empresa de lobby em Washington D.C. a Cole Kravitz & Waterman.
Três meses e uma semana antes, a empresa de Sloane é abordada pelo representante de manufatura de armas Bill Sandford para liderar a oposição ao projeto de lei Heaton-Harris que expandiria as verificações de antecedentes sobre a compra de armas, especificamente visando o eleitorado feminino. Sloane ridiculariza a ideia de Sanford e mais tarde é abordada por Rodolfo Schmidt, o chefe da firma rival de lobby de Peterson Wyatt, para liderar os esforços em apoio ao projeto. Sloane concorda e leva a maior parte de sua equipe com ela, embora sua associada mais próxima, Jane Molloy, se recuse a partir.
Na Peterson Wyatt, Sloane seleciona Esme Manucharian para conduzir a maioria das aparições da empresa na mídia, e eles começam a fazer progressos significativos na obtenção de votos para o projeto. Sloane confronta Esme com o conhecimento de sua experiência como tendo sobrevivido a um tiroteio na escola. Mesmo que Esme não queira divulgar a informação, Sloane revela o segredo de Esme durante um debate ao vivo na televisão. Mais tarde, Esme é mantida sob a mira de uma arma ao sair de seu escritório, mas seu agressor é morto a tiros por outro civil que está legalmente portando uma arma. Os defensores dos direitos das armas capitalizam este evento, o que faz com que o projeto Heaton-Harris perca o apoio no Senado. Isso é agravado pela notícia da investigação do Senado sobre as práticas de lobby de Sloane.
Voltando à audiência no Congresso, o senador Sperling produz um formulário solicitando a aprovação da viagem ao exterior de um senador. O caso foi arquivado por uma organização sem fins lucrativos, mas concluído com a caligrafia de Sloane, indicando que ela violou as regras de ética do Senado ao se envolver, como lobista, na organização da viagem. Em resposta a outras perguntas, Sloane diz sob juramento que nunca praticou escuta telefônica ilegal.
Em sua declaração final na audiência, Sloane admite que antecipou que a oposição poderia atacá-la pessoalmente se Peterson Wyatt fizesse muito progresso com o projeto Heaton-Harris. Ela revela que tinha alguém (Molloy, seu ex-assistente) trabalhando secretamente para ela, e que ela usou uma escuta telefônica - que registrou o senador Sperling aceitando subornos do chefe da Cole Kravitz & Waterman, George Dupont.
Dez meses depois, Sloane é visitada por seu advogado na prisão: o projeto Heaton-Harris foi aprovado, mas às custas da prisão e da carreira de Sloane.
O filme termina com Sloane sendo libertada da prisão.[carece de fontes?]

## Elenco
- Jessica Chastain — Elizabeth Sloane
- Mark Strong — Rodolfo Schmidt
- Gugu Mbatha-Raw — Esme Manucharian
- Alison Pill — Jane Molloy
- Michael Stuhlbarg — Pat Connors
- Jake Lacy — Forde
- Sam Waterston — George Dupont
- John Lithgow — Ron M. Sperling
- Jack Murray — Buzzcut
- Grace Lynn Kung — Lauren
- Raoul Bhaneja — R.M. Dutton
- Chuck Shamata — Bob Sanford
- Douglas Smith — Alex
- Meghann Fahy — Clara Thomson
- Lucy Owen — Cynthia
- Zach Smadu — Ramirez
- Austin Strugnell — Travis
- Noah Robbins — Franklin Walsh
- Alexandra Castillo — Pru West
- Aaron Hale — Junior Spencer
- Greta Onieogou — Greta
- Al Mukadam — Ross

## Produção
Em setembro de 2015, foi anunciado que Jessica Chastain havia sido escolhida para estrelar o filme, com direção de John Madden, com roteiro de Jonathan Perera. Ben Browning produziu, sob sua bandeira FilmNation Entertainment, e Patrick Chu foi o produtor executivo, enquanto a EuropaCorp produziu e financiou o filme e administra a distribuição mundial. Em janeiro de 2016, foi anunciado que Alison Pill, Jake Lacy e Gugu Mbatha-Raw se juntaram ao elenco. Em fevereiro de 2016, Douglas Smith, Mark Strong, Michael Stuhlbarg, Sam Waterston, John Lithgow e Enis Esmer também se juntaram, e em março de 2016, Meghann Fahy se juntou ao elenco do filme também. Max Richter compôs a trilha sonora do filme.
Para se preparar para seu papel, Chastain leu livros de Jack Abramoff e conheceu mulheres lobistas em Washington, D.C. para ter uma ideia do que elas fazem. Perera usou sua própria mãe como base para a personagem Sloane.

### Filmagens
A fotografia principal começou em 12 de fevereiro de 2016, em Toronto. A produção em Toronto terminou em 30 de março de 2016. Em abril de 2016, as filmagens adicionais ocorreram em Washington, D.C. A fotografia principal foi concluída em 6 de abril de 2016.

## Lançamento
Em agosto de 2016, duas imagens de Chastain foram divulgadas. O filme teve sua estreia mundial no Festival AFI em 11 de novembro de 2016, e também foi exibido no Festival de Cinema de Napa Valley em 13 de novembro de 2016. O filme foi originalmente programado para ser lançado em 9 de dezembro de 2016, e posteriormente transferido para 25 de novembro.

## Recepção

### Bilheteria
Miss Sloane arrecadou US$3.5 milhões nos Estados Unidos e Canadá, e US$5.6 milhões em outros territórios, para um total mundial de US$9.1 milhões.
O filme começou seu amplo lançamento ao lado das estreias de Office Christmas Party e The Bounce Back, e a ampla expansão de Nocturnal Animals. O filme foi projetado para arrecadar US$2–4 milhões em seu amplo fim de semana de estreia, mas acabou ganhando apenas US$1.8 milhão, terminando em 11º nas bilheterias. Miss Sloane está classificada em 75º lugar pela média por sala de cinema na lista de filmes "Pior Fim de Semana de Abertura" do Box Office Mojo lançada desde 1982.

## Resposta crítica

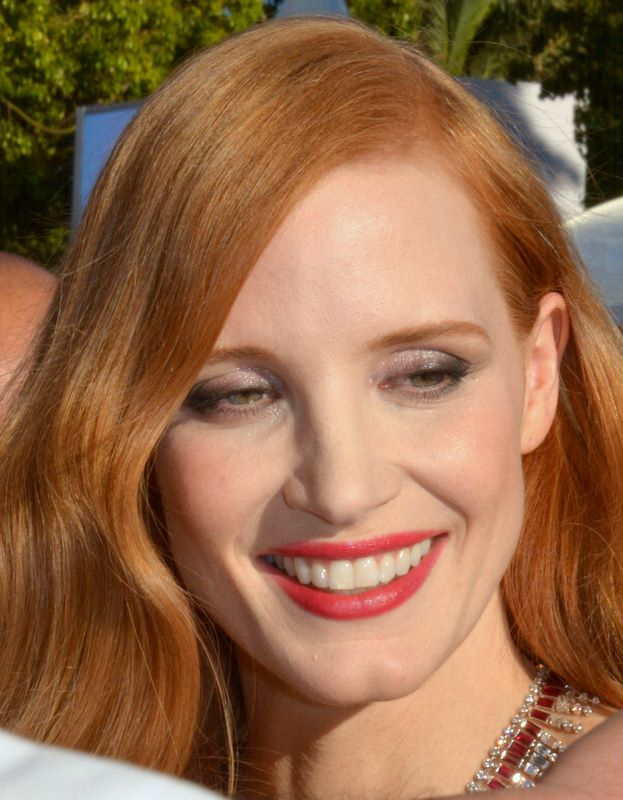
O desempenho de Jessica Chastain foi particularmente elogiado

No Rotten Tomatoes, o filme detém uma taxa de aprovação de 76% com base em 191 críticas, com uma classificação média de 6,53/10. O consenso crítico do site diz: "Miss Sloane se apoia diretamente na atuação de Jessica Chastain - e ela responde com um trabalho digno de prêmios que, sozinha, eleva o filme." No Metacritic, o filme tem uma pontuação média ponderada de 64 de 100, com base em 41 críticos, indicando "críticas geralmente favoráveis". O público entrevistado pela CinemaScore deu ao filme uma nota média de "A–" em uma escala de A+ a F.
Peter Debruge, da Variety, escreveu: "Miss Sloane é um thriller político falante e tenso, cheio de lutas verbais e monólogos inflamados, desfeito por um final realmente idiota. Mas isso não significa que não seja inteligente na maior parte do tempo."
Todd McCarthy, do The Hollywood Reporter, escreveu: "Tão intrigantes são os personagens motivados, inteligentes e comprometidos, e tão infinitas são as possibilidades dramáticas na interseção de grandes negócios e política, que uma tomada de tela pequena amplamente expandida construída em torno desses personagens e outros como eles, seria muito bem-vindo. "

## Prêmios e indicações
| Lista de prêmios e indicações                 | Lista de prêmios e indicações           | Lista de prêmios e indicações | Lista de prêmios e indicações | Lista de prêmios e indicações | Lista de prêmios e indicações |
| Premiação                                     | Categoria                               | Indicação                     | Resultado                     | R.                            |                               |
| --------------------------------------------- | --------------------------------------- | ----------------------------- | ----------------------------- | ----------------------------- | ----------------------------- |
| Globo de Ouro                                 | Melhor atriz em filme dramático         | Jessica Chastain              | Indicado                      | [ 37 ]                        |                               |
| Washington D.C. Area Film Critics Association | Melhor representação de Washington D.C. | Miss Sloane                   | Indicado                      | [ 38 ]                        |                               |